# Delio Rodríguez
Delio Rodríguez Barros (Ponteareas, 19 aprile 1916 – Vigo, 14 gennaio 1994) è stato un ciclista su strada spagnolo.
Professionista dal 1936 al 1949, è plurivincitore di tappe alla Vuelta a España: il suo record di 39 frazioni vinte è tuttora imbattuto; ha inoltre vestito la maglia di leader per 32 giorni, aggiudicandosi la corsa iberica in un'occasione, nel 1945. Vinse inoltre una Subida al Naranco.

## Carriera
Nel suo palmarès sono numerosissime le vittorie in frazioni di quasi tutte le corse a tappe spagnole; diverse sono peraltro le vittorie in corse in linea anche di prestigio come la Subida al Naranco. Anche i suoi fratelli sono stati ciclisti professionisti: Manuel, Emilio e Pastor Rodríguez.

## Palmarès
- 1940

1ª tappa Circuito del Norte
2ª tappa Circuito del Norte
1ª tappa Vuelta a Alava
2ª tappa Vuelta a Alava
3ª tappa Vuelta a Alava
Classifica generale Vuelta a Alava
Gran Premio Vizcaya
2ª tappa Madrid-Salamanca-Madrid
5ª tappa Madrid-Salamanca-Madrid
Classifica generale Madrid-Salamanca-Madrid
Gran Premio Vigo
Gran Premio del Corpus
Trofeo Masferrer
1ª tappa Volta Ciclista a Catalunya
2ª tappa Volta Ciclista a Catalunya
2ª tappa Vuelta a Cantabria
- 1941

1ª tappa Circuito del Norte
3ª tappa Circuito del Norte
6ª tappa Circuito del Norte
7ª tappa Circuito del Norte
1ª tappa Vuelta a Alava
2ª tappa Vuelta a Alava
Classifica generale Vuelta a Alava
3ª tappa Vuelta a España (Cáceres > Siviglia)
5ª tappa Vuelta a España (Malaga > Almería)
6ª tappa Vuelta a España (Almería > Murcia)
10ª tappa Vuelta a España (Barcellona > Saragozza)
11ª tappa Vuelta a España (Saragozza > Logroño)
12ª tappa Vuelta a España (Logroño > San Sebastián)
15ª tappa Vuelta a España (Santander > Gijón)
16ª tappa, 1ª semitappa Vuelta a España (Gijón > Oviedo)
16ª tappa, 2ª semitappa Vuelta a España (Oviedo > Luarca)
17ª tappa Vuelta a España (Luarca > La Coruña)
18ª tappa Vuelta a España (La Coruña > Vigo)
19ª tappa Vuelta a España (Vigo > Verín)
Gran Premio Vizcaya
Madrid-Valencia
4ª tappa Volta Ciclista a Catalunya
5ª tappa Volta Ciclista a Catalunya
6ª tappa Volta Ciclista a Catalunya
9ª tappa Volta Ciclista a Catalunya
2ª tappa Vuelta a Navarra
4ª tappa Vuelta a Navarra
Subida al Naranco
- 1942

2ª tappa Vuelta a España (Albacete > Murcia)
4ª tappa Vuelta a España (Valencia > Tarragona)
5ª tappa Vuelta a España (Tarragona > Barcellona)
6ª tappa Vuelta a España (Barcellona > Huesca)
7ª tappa Vuelta a España (Huesca > San Sebastián)
9ª tappa Vuelta a España (Bilbao > Castro-Urdiales)
12ª tappa Vuelta a España (Reinosa > Gijón)
14ª tappa Vuelta a España (Oviedo > Luarca)
Madrid-Valencia
1ª tappa Circuito Castilla-Leon-Asturias (Santander > Burgos)
3ª tappa Circuito Castilla-Leon-Asturias (Valladolid > León)
5ª tappa Circuito Castilla-Leon-Asturias (Oviedo > Avilés)
6ª tappa Circuito Castilla-Leon-Asturias (Avilés > Gijón)
8ª tappa Circuito Castilla-Leon-Asturias (Santander > Santander)
- 1943

3ª tappa Gran Premio Ayuntamiento de Bilbao
Subida al Naranco
Madrid-Valencia
2ª tappa Circuito Castilla-Leon-Asturias (Burgos > Palencia)
4ª tappa Circuito Castilla-Leon-Asturias (Valladolid > León)
Grand Prix Catalunya
Grand Prix San Juan
Grand Prix Victoria Manresa
1ª tappa Grand Prix Victoria Manresa
3ª tappa Volta Ciclista a Catalunya
6ª tappa Volta Ciclista a Catalunya
9ª tappa Volta Ciclista a Catalunya
6ª tappa Vuelta a Levante
- 1944

Gran Premio Liberacion
Coppa Avante
Fiestas de la Victoria
Gran Premio Vizcaya
1ª tappa Vuelta a Levante
2ª tappa Vuelta a Levante
3ª tappa Vuelta a Levante
4ª tappa Vuelta a Levante
6ª tappa Vuelta a Levante
1ª tappa Vuelta a Cantabria
2ª tappa Vuelta a Cantabria
1ª tappa Volta Ciclista a Catalunya
3ª tappa Volta Ciclista a Catalunya
- 1945

2ª tappa Vuelta a España (Salamanca > Cáceres)
8ª tappa Vuelta a España (Murcia > Valencia)
9ª tappa Vuelta a España (Valencia > Tortosa)
14ª tappa Vuelta a España (Bilbao > Santander)
16ª tappa Vuelta a España (Reinosa > Gijón)
18ª tappa Vuelta a España (León > Valladolid)
Classifica generale Vuelta a España
2ª tappa Vuelta a Galicia
3ª tappa Vuelta a Galicia
Classifica generale Vuelta a Galicia
6ª tappa Circuito del Norte
Circuito dos Campeos - Figuiera da Foz
Circuito Ribeira de Jalon
Trofeo Francisco Candela
Gran Premio Liberacion
- 1946

13ª tappa Vuelta a España (Barcellona > Lerida)
14ª tappa Vuelta a España (Lerida > Saragozza)
15ª tappa Vuelta a España (Saragozza > San Sebastián)
17ª tappa Vuelta a España (Bilbao > Santander)
19ª tappa Vuelta a España (Reinosa > Gijón)
4ª tappa Vuelta a Castilla y León
5ª tappa Vuelta a Castilla y León
6ª tappa Vuelta a Castilla y León
7ª tappa Vuelta a Castilla y León
Siviglia-Jerez-Siviglia
Circuito de Mires
Circuito Castro Uriales
- 1947

1ª tappa Vuelta a España (Madrid > Albacete)
5ª tappa Vuelta a España (Castellón > Tarragona)
8ª tappa Vuelta a España (Lerida > Saragozza)
10ª tappa Vuelta a España (Pamplona > San Sebastián)
14ª tappa Vuelta a España (Reinosa > Gijón)
15ª tappa Vuelta a España (Gijón > Oviedo)
18ª tappa Vuelta a España (El Ferrol > La Coruña)
23ª tappa Vuelta a España (León > Valladolid)
3ª tappa Vuelta Burgos
2ª tappa Vuelta a Asturias
10ª tappa Vuelta a Asturias
3ª tappa Vuelta a Castilla y León
6ª tappa Vuelta a Galicia
7ª tappa Vuelta a Galicia
- 1948

3ª tappa Volta a Portugal
12ª tappa Volta a Portugal
1ª tappa Vuelta a Levante
3ª tappa Vuelta a Levante
6ª tappa Vuelta a Levante

## Piazzamenti

### Grandi Giri
- Vuelta a España

1936: 24º
1941: 4º
1942: 7º
1945: vincitore
1946: 5º
1947: 3º